# Crataegus peshmenii
Crataegus peshmenii är en rosväxtart som beskrevs av Dönmez. Crataegus peshmenii ingår i Hagtornssläktet som ingår i familjen rosväxter. Inga underarter finns listade i Catalogue of Life.